# K.C., a tinikém
A K.C., a tinikém (eredeti cím: K.C. Undercover) 2015-től 2018-ig futott amerikai televíziós vígjáték, amelyet Corinne Marshall alkotott. A főbb szerepekben Zendaya, Veronica Dunne, Kamil McFadden, Trinitee Stokes, Tammy Townsend és Kadeem Hardison látható.
A sorozat első részét 2015. január 1-jén adták ki az amerikai Watch Disney Channel weboldalon; ezt követte a televíziós premier január 18-án. Magyarországon 2015. július 18-án mutatták be szintén a Disney Channelen.

## Ismertető
A történet Washington D.C.-ben játszódik. K.C. Cooper, egy középiskolás matekzseni életét követi, aki a szülei jóvoltából rájön, hogy titkosügynökök, és őt is felveszik a csapatba. Testvére, Ernie, kívülállónak érzi magát, mert K.C. győzködése ellenére a szülei nem hiszik, hogy alkalmas lenne titkosügynöknek. A szervezetnek tetszik az ötlet, hogy legyen két kém a családban, viszont Ernie helyett egy Judy nevű robotot kapnak a szervezettől. De végül Ernie-t is beveszik a csapatba.
K.C.-nek és családjának minden epizódban meg kell küzdenie a tipikus családi problémákkal, miközben megmentik az országot a bevetéseken.

## Szereplők

### Főszereplő
| Színész         | Szereplő     | Magyar hang                                            |
| --------------- | ------------ | ------------------------------------------------------ |
| Zendaya         | K.C. Cooper  | Csuha Borbála                                          |
| Veronica Dunne  | Marisa Clark | Dögei Éva                                              |
| Kamil McFadden  | Ernie Cooper | Czető Ádám                                             |
| Trinitee Stokes | Judy Cooper  | Koller Virág (1. évad)                                 |
| Trinitee Stokes | Judy Cooper  | Hermann Lilla (2–3. évad)                              |
| Tammy Townsend  | Kira Cooper  | Agócs Judit (1. évadtól – 2. évad 18. részig, 3. évad) |
| Tammy Townsend  | Kira Cooper  | Solecki Janka (2. évad 19. résztől – 24. részig)       |
| Kadeem Hardison | Craig Cooper | Galambos Péter (1. évad – 2. évad 18. részig)          |
| Kadeem Hardison | Craig Cooper | Welker Gábor (2. évad 19. rész –3. évad 24. részig)    |

### Mellékszereplő
| Színész       | Szereplő     | Magyar hang   |
| ------------- | ------------ | ------------- |
| Ross Butler   | Brett Willis | Timon Barna   |
| François Chau | Zane         | Kassai Károly |
| Connor Weil   | Brady        | Baráth István |

## Epizódok
| Évad | Évad | Epizódok | Eredeti sugárzás | Eredeti sugárzás | Magyar sugárzás     | Magyar sugárzás    |
| Évad | Évad | Epizódok | Évadpremier      | Évadfinálé       | Évadpremier         | Évadfinálé         |
| ---- | ---- | -------- | ---------------- | ---------------- | ------------------- | ------------------ |
|      | 1    | 27       | 2015. január 18. | 2016. január 24. | 2015. július 18.    | 2016. december 5.  |
|      | 2    | 24       | 2016. március 6. | 2017. január 13. | 2016. október 2.    | 2017. december 10. |
|      | 3    | 24       | 2017. július 7.  | 2018. február 2. | 2017. szeptember 9. | 2018. augusztus 7. |

## Gyártás
A sorozat gyártását 2014 elején kezdték el. A sorozat 2015. január 1-jén jelent meg a Watch Disney Channel csatornán, majd 2015. január 18 -án a televíziós premierje volt. Az első évad 27 epizódból állt. 2015. május 15-én a Disney Channel berendelte a második évadaot, amelynek premierje 2016. március 6 -án volt. 2016. augusztus 1-jén a People elárulta, hogy a berendelték a harmadik évadot. A harmadik évad premierje 2017. július 7-én volt és 2018. február 2-án ért véget.